# 粉脚雁
粉腳雁（學名：Anser brachyrhynchus）是雁屬的一種鳥類，它在西北歐過冬，但會在夏天飛往格陵蘭島、冰島、斯瓦尔巴特群岛和北美東部繁殖。其種加詞的意思是“短喙”。
粉腳雁是一種中型的雁，體長60—75（24—30英寸），翼展135—170（53—67英寸）,，重1.8—3.4（4.0—7.5英磅）。其足部呈粉紅色，因此得名。

## 外部連接
- RSPB Birds by Name: Pink-footed Goose （页面存档备份，存于）
- BirdLife物种一览表：Anser brachyrhynchus
- Lepage, D. . Avibase: The world bird database. Bird Studies Canada. 2004 （英语）.
- 互聯網鳥類收藏上有关粉脚雁的錄像、照片和音頻
- VIREO上粉脚雁的圖片
- Anser brachyrhynchus的分佈圖，IUCN紅色名錄地圖
- Xeno-canto上有关Pink-footed goose的錄音